# Luigi Cherubini et la Muse de la poésie lyrique
Luigi Cherubini et la Muse de la poésie lyrique est un tableau peint en 1842 par Jean-Auguste-Dominique Ingres assisté d'Henri Lehmann alors élève du peintre. Le portrait allégorique représente le compositeur Luigi Cherubini. Le tableau fait partie des collections de peintures françaises du musée du Louvre. 

## Provenance
Acheté au peintre pour 8000 francs par la liste civile du roi Louis-Philippe Ier en juin 1842. Le tableau est affecté aux collections du musée du Luxembourg. Il entre dans les collections du musée du Louvre en 1874.

## Réalisation
Fruit d'une longue gestation, 18 dessins préparatoires furent effectués, ce tableau fut envisagé à partir d'un portrait antérieur du compositeur qu'Ingres avait peint en 1833 et dont une réplique peinte à Rome avant 1841, qui se trouve à Cincinnati au Cincinnati Art Museum, est rapprochée. La muse qui accompagne le musicien fut probablement peinte par Lehmann, les craquelures qui n'affectent que cette figure, sont liés à un excès d'huile et l'emploi de bitume, qui semblent indiquer une main étrangère à celle d'Ingres qui n'employait pas ce médium. 

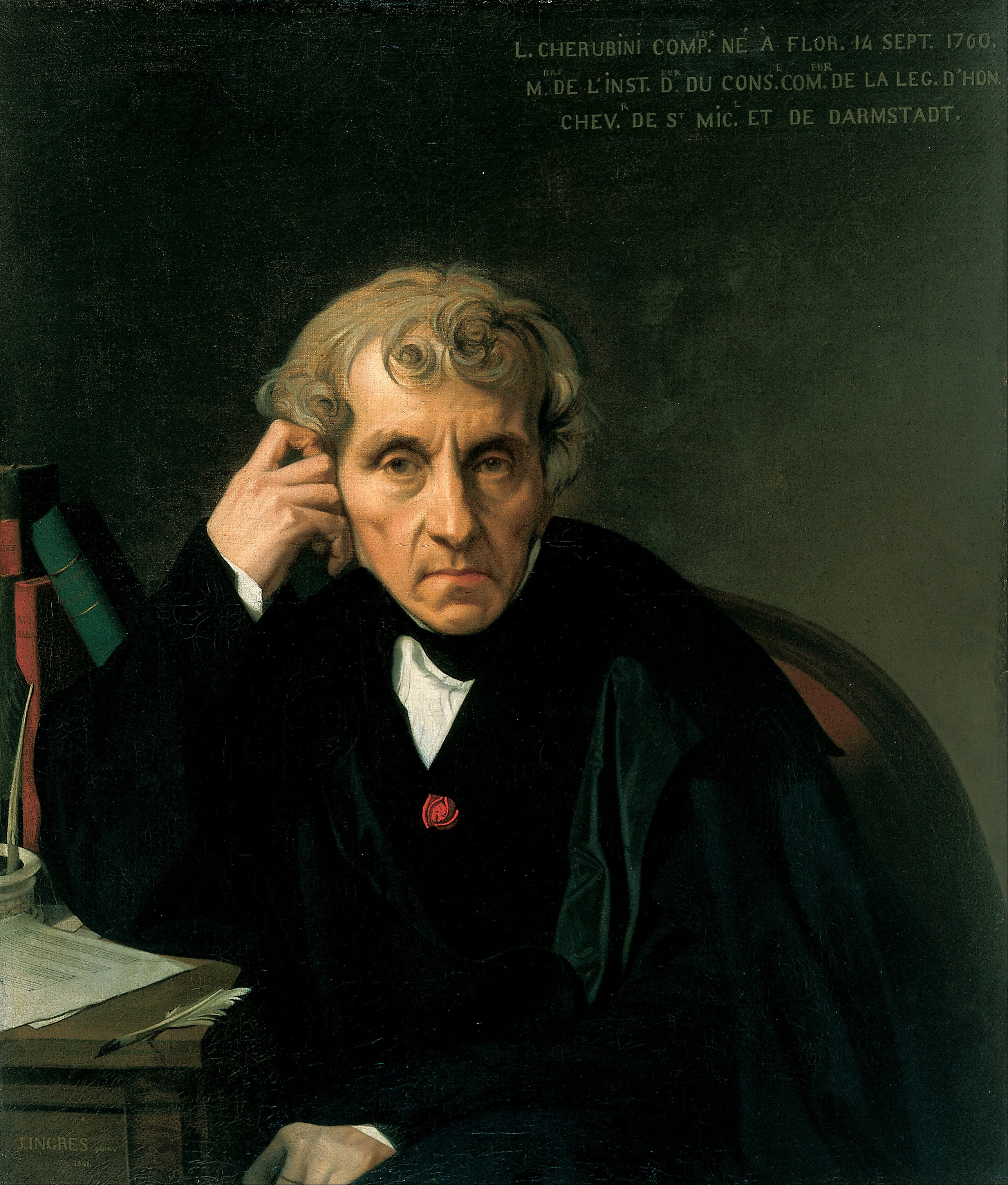
Ingres , Portrait de Cherubini 1841, Cincinnati Art Museum.
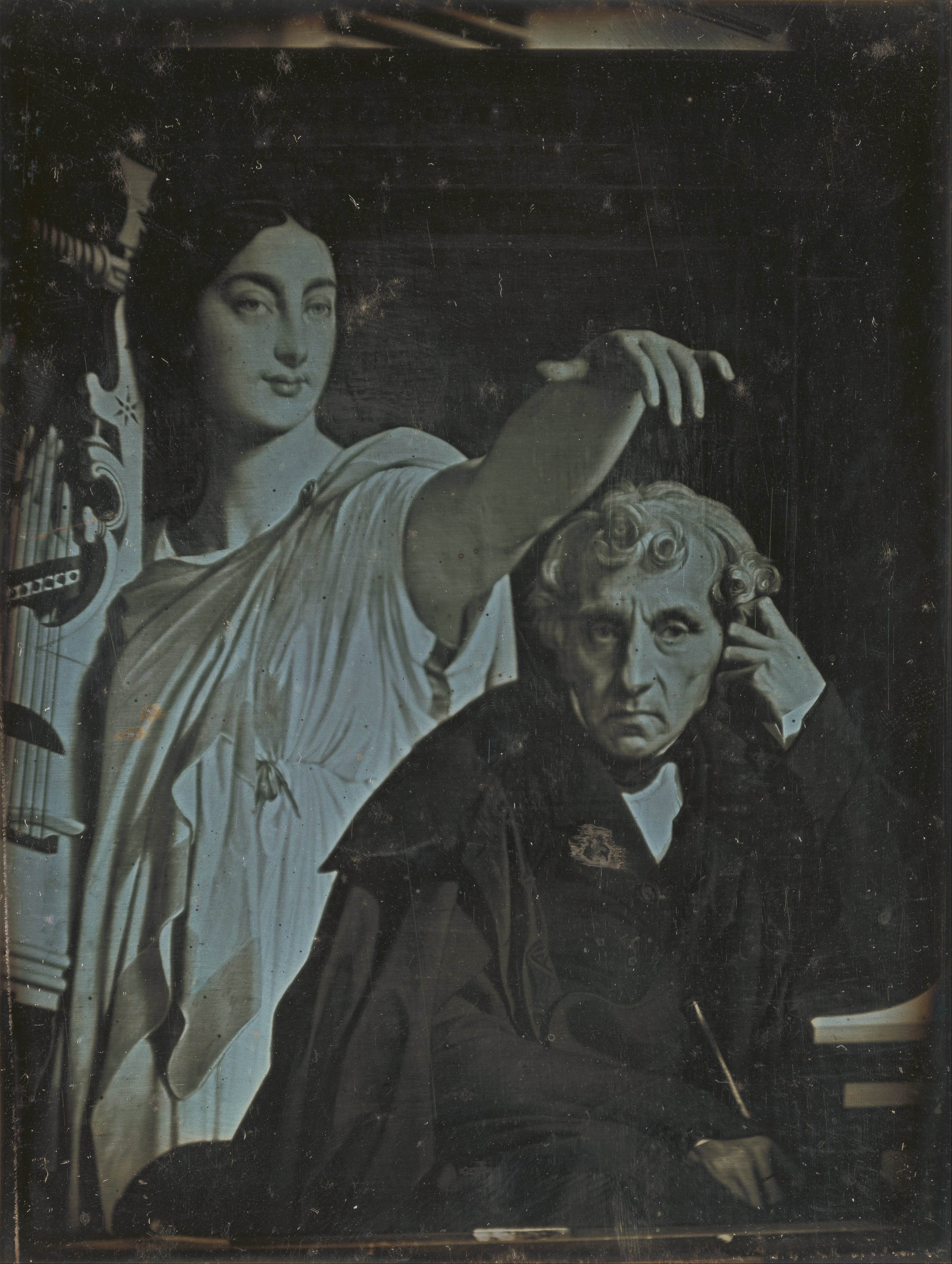
Daguerréotype de 1842, inversé par rapport à l'original, montrant la muse avant sa détérioration.